# Certhionyx
Certhionyx is een geslacht van zangvogels uit de familie honingeters (Meliphagidae). Dit geslacht bevat nog slechts één soort nadat in 2008 de rouwhoningeter is verplaatst naar het geslacht Sugomel. 

## Soorten
- Certhionyx variegatus – Eksterhoningeter